# Youri Belov
Pour les articles homonymes, voir Belov.
Youri Andreïevitch Belov (en russe : Ю́рий Андре́евич Бело́в), né le 31 juillet 1930 à Rjev (Union soviétique) et mort le 31 décembre 1991, à Moscou (Russie), est un acteur soviétique.

## Biographie
Fils d'Andreï Belov, un militaire, Youri naît à Rjev, dans l'actuelle oblast de Tver. Son père est ensuite muté aux îles Kouriles, qui du temps de la guerre froide ont une grande importance stratégique. Youri y passe son enfance. 
Il fait ses études dans la classe de Boris Bibikov (ru) et Olga Pyjova à l'Institut national de la cinématographie. Il est diplômé en 1955 et, un an plus tard, tient le rôle de Gricha Koltsov dans La Nuit de carnaval d'Eldar Riazanov où il joue aux côtés du grand Igor Ilinski et donne réplique à la jeune Lioudmila Gourtchenko. Le film est un immense succès qui propulse tous ses protagonistes au rang des célébrités nationales. C'est le début de la période faste dans la carrière de Belov qui dure environ jusqu'au milieu des années 1960.
Mort d'une crise cardiaque le soir du 31 décembre 1991, l'artiste est enterré au cimetière de Kountsevo.

## Filmographie partielle
- 1956 : Un homme est né (Человек родился) de Vassili Ordynski
- 1956 : La Nuit de carnaval (Карнавальная ночь) d'Eldar Riazanov : Grisha Koltsov
- 1956 : Le Printemps dans la rue Zaretchnaïa (Весна на Заречной улице) de Marlen Khoutsiev : Evgueni Ichenko
- 1957 : Jeune fille sans adresse (Девушка без адреса) d'Eldar Riazanov : Mitia
- 1959 : Irréductibles (Неподдающиеся) de Youri Tchoulukine : Tolia Gratchkine
- 1960 : La Soif (Жажда) d'Evgueni Tachkov : Vassia Rogozine
- 1961 : Vingt mille lieues sur la terre (Леон Гаррос ищет друга) de Marcello Pagliero : Nicolas Savine
- 1962 : La Reine de la station service (Королева бензоколонки) de Alekseï Michourine et Nikolaï Litous : Slava Kochevoï
- 1962 : La Ballade des Hussards (Гусарская баллада) d'Eldar Riazanov : partisan
- 1971 : Les Vieillards-brigands (Старики-разбойники) d'Eldar Riazanov : milicien
- 1977 : À propos du Petit Chaperon rouge (Про Красную Шапочку) de Leonid Netchaïev : le grand-père
- 1984 : Moscou à New York de Paul Mazursky : clown